# Błąd 8 sekund
Ten artykuł opisuje zagadnienie koszykarskie zgodne z normami FIBA.
Zasady w ligach NBA, NCAA lub innych mogą różnić się od tutaj przedstawionych.

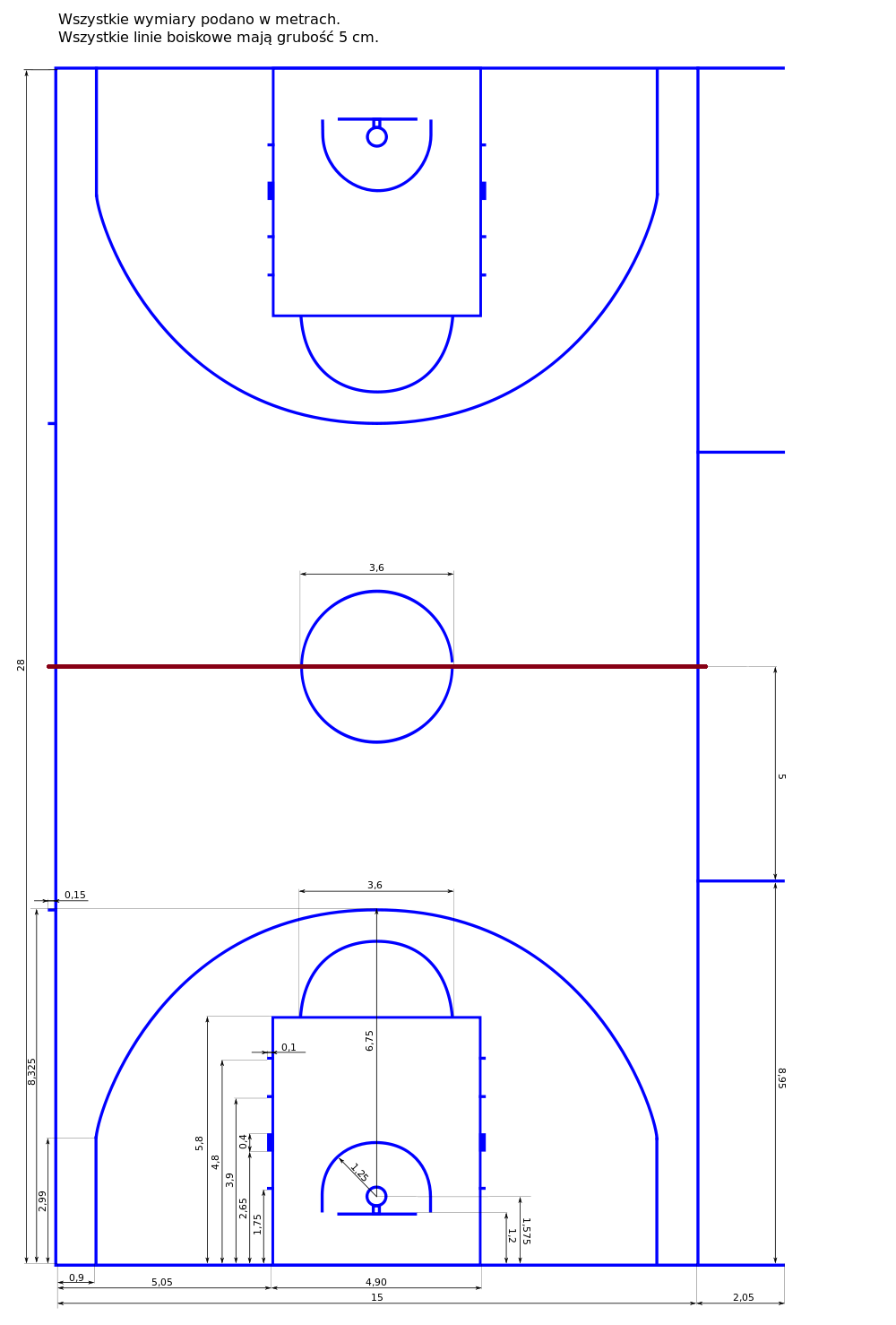
Linia połowy boiska

Błąd 8 sekund – w koszykówce błąd polegający na nieprzeprowadzeniu piłki przez linię środkową boiska przez 8 kolejnych sekund czystej gry podczas przeprowadzania akcji ofensywnej. Powoduje stratę piłki przez drużynę atakującą na rzecz drużyny broniącej.
Sędzia informuje o tym błędzie pokazując osiem palców.
Osiem sekund podczas wyprowadzania piłki na polu obrony oblicza sędzia na boisku. Może zaistnieć różnica między wskazaniami sędziego a zegara 24 sekund lub zegara gry. W takiej sytuacji jako właściwy pomiar uznawane są obliczenia sędziego boiskowego.